# Brotula ordwayi
Brotula ordwayi е вид лъчеперка от семейство Ophidiidae. Видът не е застрашен от изчезване.

## Разпространение
Разпространен е в Гватемала, Еквадор, Колумбия, Коста Рика, Мексико, Никарагуа, Панама, Перу, Салвадор и Хондурас.

## Описание
На дължина достигат до 75 cm.